# 川並鳶
川並鳶（かわなみとび）とは、江戸時代から昭和時代まで、江戸・東京の木場で、材木の管理・運搬などに携わった職業。

## 概要
川並と筏師に分けられ、川並は、木場で原木を仕分けて等級を整え、検品作業をする。筏師は、船で運ばれてきた原木が東京湾に着くと原木をまとめて筏に組み、木場まで運ぶ仕事だった。機械化以前は、木材は水に浮かべられ、作業がされ、そのための木場の専門技能者だった。ただし、司馬遼太郎は、「筏士」のこと、石井赤太郎『木場角乗保存』という画集にある、とする。

## 歴史
江戸時代初めに江戸城築城と街づくりで木材の需要が大きく、その後も大火などで需要は減らなかった。寛永18（1641）年の桶町の大火の後、日本橋材木町にあった木場の材木が火事を大きくしたと、材木置き場は大火にすると、町外れの河口を埋め立て掘割を整備して深川の街と木場が作られた。明暦3年（1657年）の明暦の大火では、再建に大量の木材が必要になり木場に運び込まれ、木場は地方山林地からの木材が集積する拠点になった。延宝年間（1673-1681年）に御用材木商人を移転させた。そこに川並鳶が生まれた。約400年の歴史がある。川並鳶は江戸・東京にしか存在しない。
かつて木場の川並鳶の間では、水難事故も多い職業のため、溺死した時に素性を見分けるために背中に「深川彫」と呼ばれる入れ墨を好んで入れていた。深川彫の絵柄の特徴は、水に因んだものが多い。その境界線は一般的な滑らかな曲線と違い、細かく波のように描いた。
昭和36年頃には、川並鳶の親方は大まかに20人位で、その下に各10人ぐらいの若い衆がつき、全部で200人位がいた。

## 角乗り
角材に川並鳶が乗り、回して技術を競う遊び「角乗り」が、慶長年間から生まれ、身軽に仕事ができるようにするトレーニングにもなっていた。これは今も伝統行事として『東京木場角乗り保存会』として継承されている。東京都指定無形民俗文化財・江東区登録無形民俗文化財に民俗芸能として指定されている。東京都江東区の都立木場公園で、毎年披露されている。

## 木場の木遣り
「木場の木遣り」とは木を遣り渡す（運ぶ）という意味で、筏師が、鳶口1つで材木を操り、陸上に引き上げる時の労働歌で、号頭（ごうがしら）の掛け声とともに引き揚げる曳手が即興で声を合わせ、互いの息と声を合わせ、即興の歌詞をつけたり流行の歌を歌った。そのため木の大きさによる仕事のテンポの違いから、それぞれフシ（間）の異なるものができた。今は「木場木遣保存会」によって継承されて祭礼の場などで歌われている。東京都指定無形民俗文化財（民俗芸能）・江東区登録無形民俗文化財（民俗芸能）に指定されている。